# 末日愚者
《末日愚者》（：／），為Netflix於2024年4月26日上线公開的韓國科幻劇集，由《人性課外課》、《以吾之名》的金鎮民導演執導，《密會》、《聽到傳聞》的鄭聖珠編劇執筆，講述由於即將到來的末日而陷入混亂的世界，人們如何面對最後的人生而展開的故事。

## 演員陣容

### 主要人物
| 演員   | 角色   | 介紹 |
| 劉亞仁 | 河倫相 | 與世卿交往多年的男朋友，也是一位引起全世界關注，在生物技術方面取得成功的研究員，從安全的美國回到危險的韓國地區，陪伴在世卿身邊。 |
| 安恩眞 | 陳世卿 | 中學科技老師，後來到市政廳擔任志願工作者，為保護處於危險中的孩童而奮鬥。                                                         |
| 全晟佑 | 禹誠材 | 代替失蹤的神父成為了助理神父，一邊照顧信徒，一邊平息各種謠言帶來的混亂。                                                         |
| 金允慧 | 姜寅亞 | 戰鬥勤務支援隊指揮官，在熊川市肩負運送物資並維持公共秩序的任務。                                                                 |

### 其他人物
| 演員   | 角色        | 介紹                                                                                     |
| 金寶敏 | 柳昭敏      | 陳世卿的学生。                                                                           |
| 趙詩妍 | 徐海燦      | 吳桂香的外甥女。                                                                         |
| 金漢率 | 徐友燦      | 吳桂香的外甥。                                                                           |
| 白智媛 | 吴桂香      | 昭敏的母亲，海燦、友燦的阿姨。在尋找失蹤的妹妹同時扛起照顧孩子們的責任。                 |
| 金度慧 | 郑夏聿      | 陳世卿的学生。                                                                           |
| 朴赫權 | 郑寿根      | 郑夏聿的父亲，擁有百萬粉絲的網紅，想盡辦法帶全家逃往安全國家。                           |
| 申恩廷 | 閔熙珍      | 郑夏聿的母亲，家族經營珠寶事業，試圖在丈夫與小孩的對立關係中，建立一個和諧家庭。         |
| 金康勳 | 朴振舒      | 陳世卿的学生。                                                                           |
| 李時勳 | 朴尚宇      | 振舒的父親，宣揚小行星撞地球將迎來永生不滅。                                             |
| 金麗珍 | 吕美玲      | 熊川市唯一一家超市“美妙超市”的老板，亲和力和领导力兼备。                                 |
| 金英雄 | 金大韓      | 吕美玲的丈夫。在騷亂發生失去了兒子後，與妻子一如既往地開放超市，為當地居民供應食材。     |
| 車和娟 | 朱明玉      | 姜寅亞的母亲，在教堂擔任義工。                                                           |
| 正燕   | 林萱珠      | 留到最後處理民政，試圖解決問題的副市長。                                                 |
| 申談秀 |             | 熊川市戒嚴司令部聯合調查組長。                                                           |
| 朴浩山 | 大队长      | 姜寅亞的前上司。爲姜寅亞承擔違抗軍令的處分，退伍後在工廠任職保安。                       |
| 徐藝華 | 苏珠妍      | 战斗勤务支援队炊事班班长，她在困难的情况下不失去希望，首先照顾身边的人，默默地尽职尽责。 |
| 金敏哲 | 羅賢才      | 在戰鬥勤務支援隊服役的士兵，蔡英智的國中同窗。                                           |
| 李書煥 | 尹聖植      | 戰鬥勤務支援隊行政補給官。                                                               |
| 康石雨 | 白尚赫      | 失蹤的主任神父，竊取教堂捐款以製造金條。                                                 |
| 朴珠熙 | 李彩欢      | 帮助禹誠材经营教堂的雷吉娜修女，懷疑白神父並非失蹤而是躲藏在某處。                       |
| 尹瑞娥 | 蔡英智      | 带着秘密回到熊川市的人，陳世卿的鄰居。                                                   |
| 白珠熙 | 都贞雅      | 蔡英智的母亲。培訓中心的負責人，在末日前暗中提供移民服務。                               |
| 任基鴻 |             | 水上地堡經銷商，並且爲符合移民資格者提供諮詢。                                           |
| 金英玉 | 金宝爱      | 熊川市最年长的居民。                                                                     |
| 白鉉真 | 趙光賢      | 金宝爱的兒子，總統秘書室室長。                                                           |
| 李煇鐘 | 趙仁泰/月兔 | 趙光賢的兒子。害怕與人接觸，幾乎足不出戶，在家中架設電台，傳播蒐集而來的情報。           |
| 成炳淑 | 申貞順      | 金寶愛的家庭幫傭。                                                                       |
| 李铉杰 | 裴鐘秀      | 熊川市越獄犯。綁架孩童，利用貨櫃進行人口販賣。                                           |
| 都正煥 | 李載民      | 熊川市越獄犯，因同夥裴鐘秀之死，跟蹤並恐嚇陳世卿。                                       |
| 白石光 | 洪居表      | 研究所研究員，過去私吞資金嫁禍於河倫相。                                                 |

### 特別出演
| 演員   | 角色 | 介紹           |
| 徐相元 |      | 國務總理。     |
| 全镇基 |      | 研究所主任。   |
| 李龍伊 |      | 河倫相的祖母。 |
| 李周實 |      | 陳世卿的祖母。 |

## 制作
2024年3月29日，Netflix正式宣布将于4月26日上线该剧，剧方表示在不影响故事叙述和剧情发展的前提下，最大限度地删减刘亚仁在剧中的戏份；此后该剧的官方宣传均未提及刘亚仁。

## 爭議
2023年3月，劉亞仁涉嫌濫用異丙酚、大麻、可卡因、氯胺酮等藥物接受警方調查，媒體報導中提及Netflix已經決定最大限度刪減其在該劇中的戲份。受刘亚仁事件影响，Netflix决定延期上线该剧。

## 反响
《末日愚者》公开首周成绩不佳，在Netflix官方4月最后一周的非英语类电视节目全球TOP 10排行榜中仅列第9，不及已上线一个月的《寄生獸：灰色部隊》和通过Netflix独家上线的tvN电视剧《淚之女王》。

## 獎項
| 年份   | 頒獎典禮          | 獎項                | 入圍者 | 結果 | 備註 |
| ------ | ----------------- | ------------------- | ------ | ---- | ---- |
| 2024年 | 第3屆青龍系列大獎 | 電視劇部門 女主角獎 | 安恩真 | 提名 |      |

## 外部連結
- 在Netflix上觀看《末日愚者》
- Daum上《末日愚者》的資料